# Butterfly (Danyel-Gérard-Lied)
Butterfly ist der Titel eines von Danyel Gérard gesungenen Popsongs, der vom Sänger (Musik) und Ralph Bernet (Text) geschrieben wurde und sich nach Veröffentlichung im Jahre 1971 zu einem Millionenseller entwickelte.

## Entstehungsgeschichte
Im Jahre 1968 brachte Gérard den Titel Hélas trois fois hélas („Dreimal ach“) (AZ 10353) als seine 29. Single heraus, dessen Melodie – komponiert von Gérard und Vline Buggy (Liliane Koger) – leicht variiert wurde. Versehen mit einem anderen, von der Geliebten mit dem Kosenamen „Butterfly“ (Schmetterling) handelnden Text, stellte Gérard den Song unter dem Titel Butterfly bereits auf seiner von Hervé Roy produzierten LP Atmosphère mit dem Orchester Claude Vallois vor (CBS 64222; Oktober 1970), die in der deutschen LP-Hitparade Rang 44 belegte. Das als Kosename verwendete „Butterfly“ (Schmetterling) konnte missverstanden werden, denn das Wort ist in außereuropäischen Kulturen ein Ausdruck für leichtlebige Frauen, weil Schmetterlinge von Blüte zu Blüte fliegen.

## Veröffentlichung und Erfolg

Danyel Gérard - Butterfly (Deutschland; 1971)

Die Auskopplung aus der LP erschien in Deutschland als Single Butterfly / Wer ich bin (CBS 7129) am 26. Januar 1971. Der deutsche Text stammte von Ben Juris (dem Pseudonym des erst 1970 als Textdichter tätigen Jean Frankfurter). In Frankreich und Belgien kam die Single erst im Februar 1971 als Butterfly / Le petit ours en pluche (CBS 5420) auf den Markt.
Die Single gelangte in die Spitzenpositionen vieler europäischer Länder, so wurde sie zum Nummer-eins-Hit in Deutschland (insgesamt 15 Wochen), der Schweiz (6 Wochen) und in Österreich (4 Wochen). In den Niederlanden gelangte sie bis auf Rang 2, in Belgien auf Platz 3 und in Großbritannien auf Rang 11 der nationalen Hitparaden. Gérard trat mit dem Hit erstmals am 3. Juli 1971 in der fünften Folge von Disco auf, in der ZDF-Hitparade stand er am 17. Juli 1971 und noch 3 weitere Folgen vor der Kamera. Als er in der ersten Folge der DDR-Samstagabendshow Ein Kessel Buntes am 29. Januar 1972 auftrat und sich freute, „endlich einmal hinter der Mauer zu sein“, wurde er nie wieder eingeladen.
Bereits bis Mai 1972 setzte der Hit fünf Millionen Platten um, er verkaufte weltweit über 13 Millionen Exemplare in 7 Sprachen; alleine in Deutschland wurden 2 Millionen Exemplare verkauft, wofür Gérard eine Goldene Schallplatte von seinem Musiklabel erhielt. Butterfly gehört zu den lediglich vier französischen Singles, die über fünf Millionen Mal verkauft wurden. Am 21. Mai 2003 wurde das Lied in der ersten RTL-Sendung der Fernsehserie Die ultimative Chartshow als erfolgreichster Hit in den deutschen Singlecharts der letzten 30 Jahre vorgestellt.

## Coverversionen
Aufgrund seines Erfolges in 7 Sprachen gibt es mindestens 54 Coverversionen, darunter in Deutsch von Bata Illic (LP Stimme der Sehnsucht; Dezember 1971), Oliver Thomas (April 2001) oder den Techno-Buben feat. Wind (August 2013). Das Stück kommt im Kinofilm Die tollen Tanten schlagen zu (Uraufführung: 24. September 1971) vor.